# Grzybówka alkaliczna

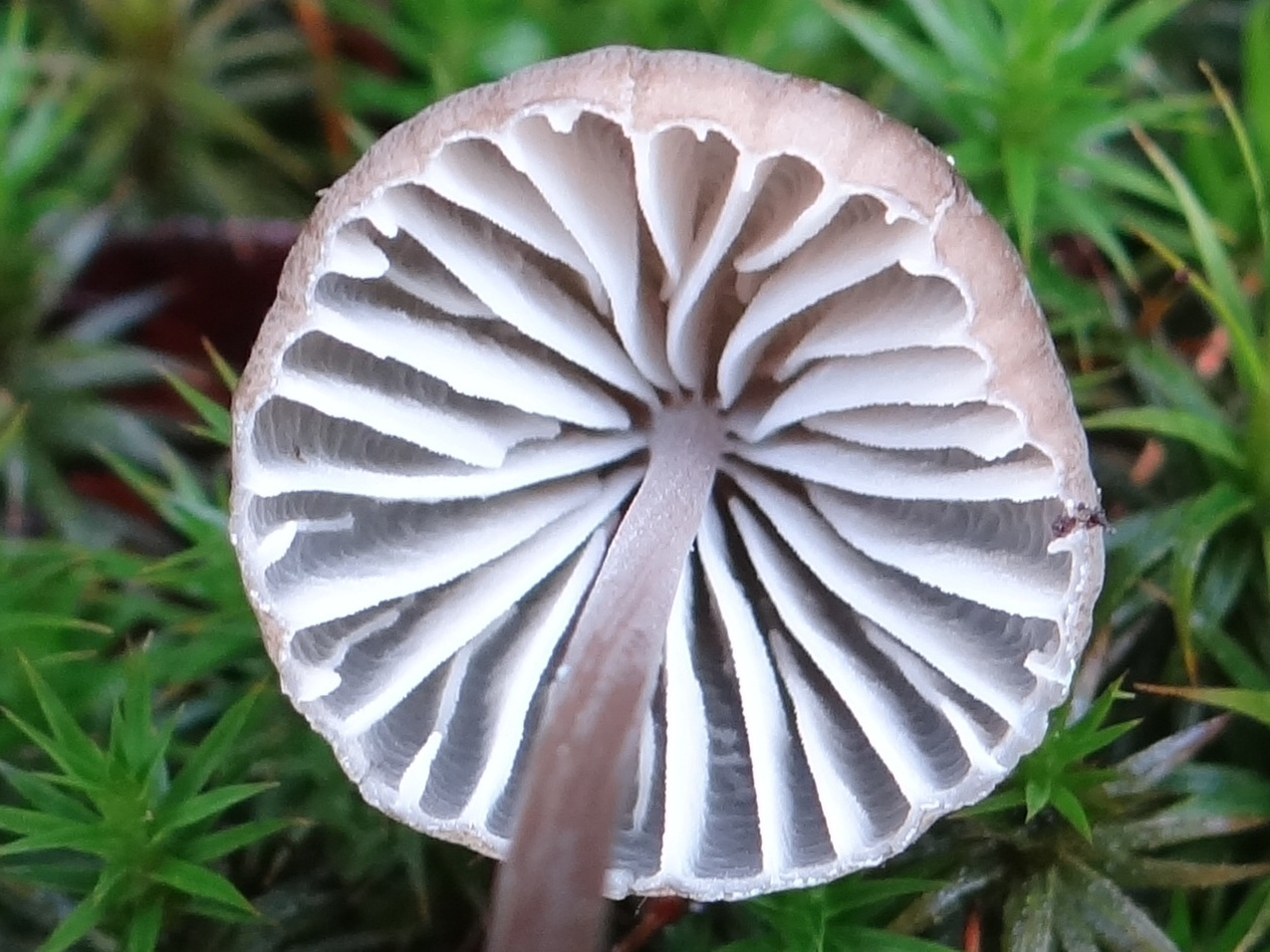

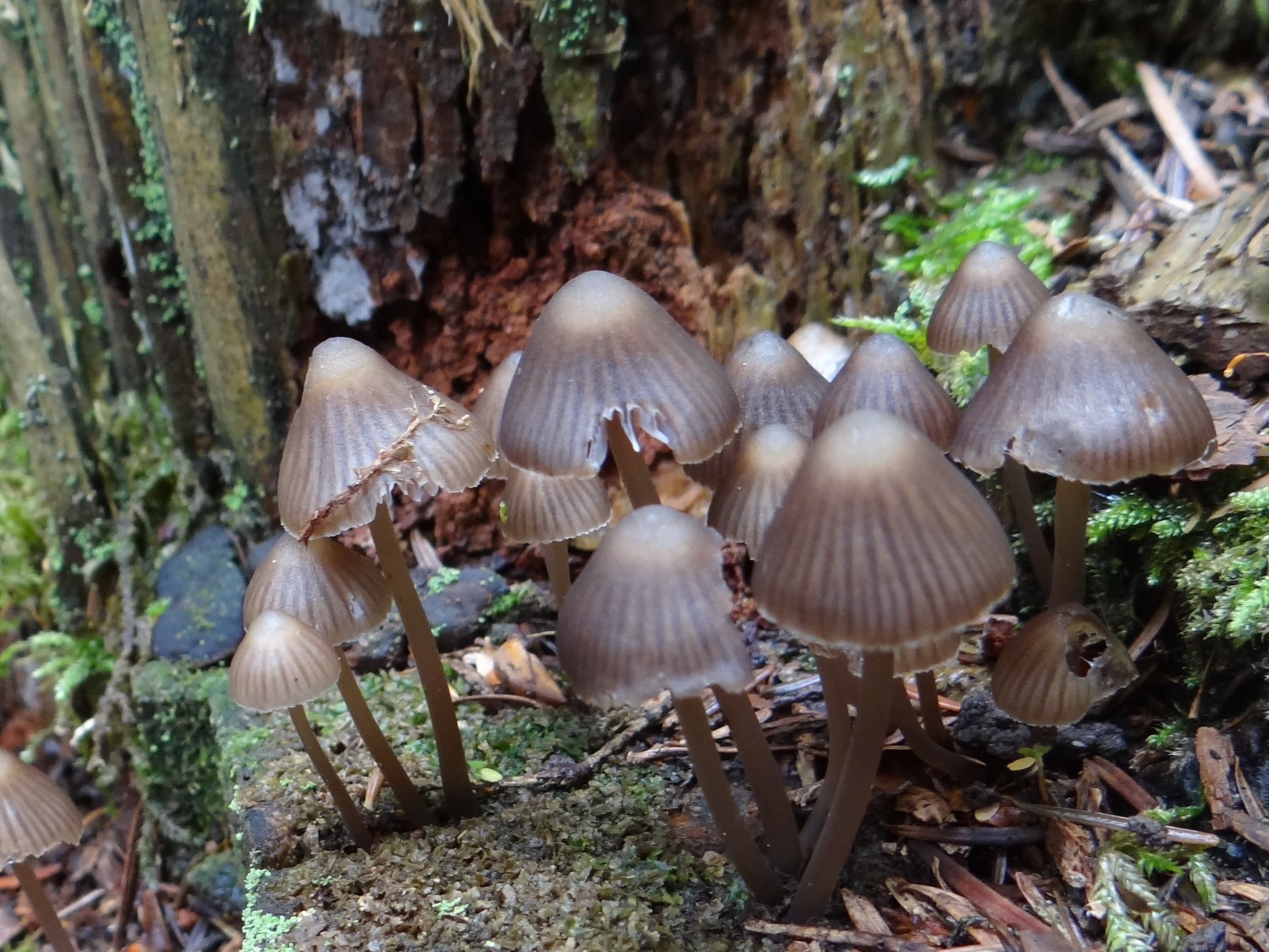

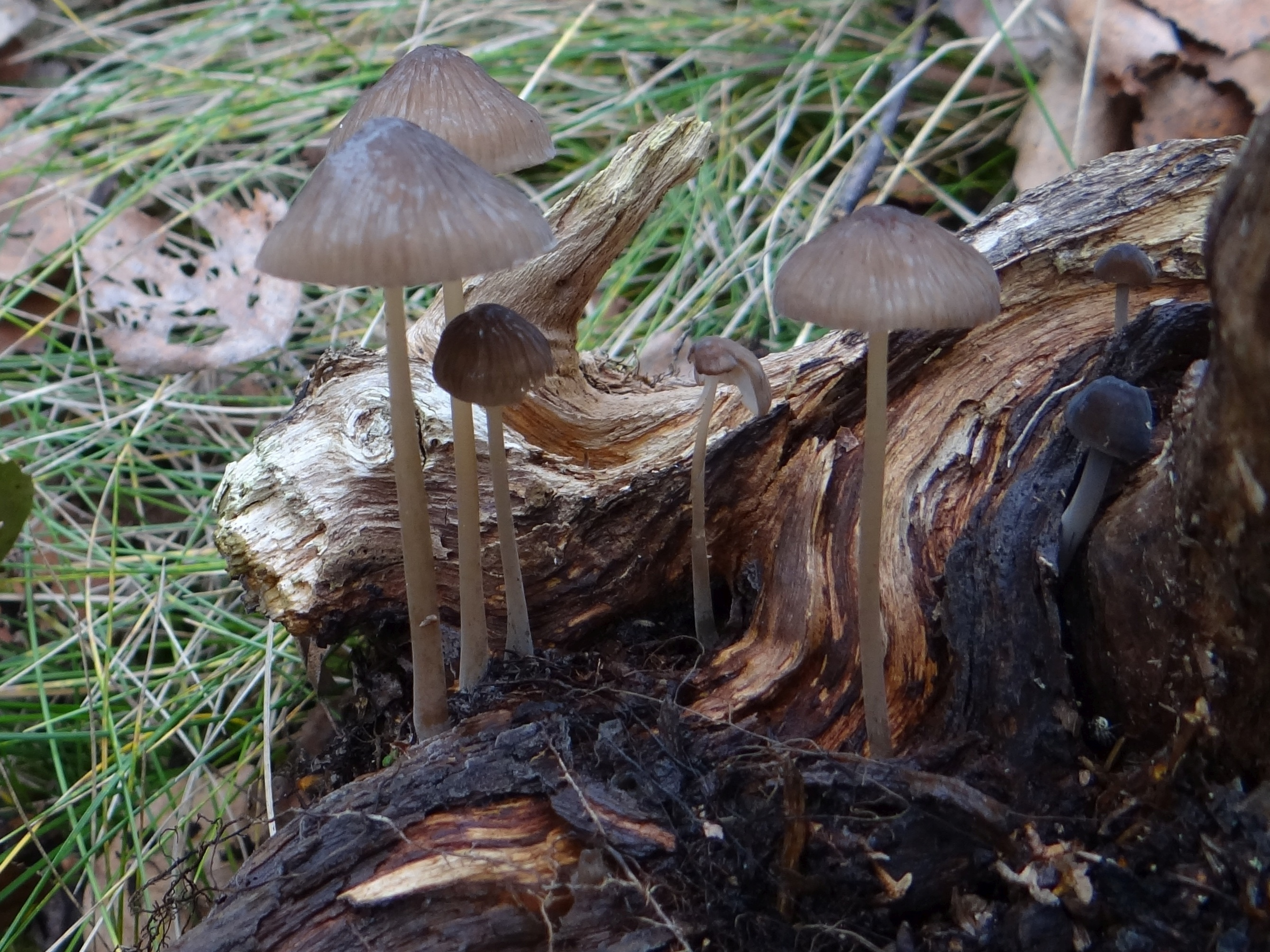

Grzybówka alkaliczna (Mycena alcalina (Fr.) P. Kumm.) – gatunek grzybów należący do rodziny grzybówkowatych (Mycenaceae).

## Systematyka i nazewnictwo
Pozycja w klasyfikacji według Index Fungorum: Mycenaceae, Agaricales, Agaricomycetidae, Agaricomycetes, Agaricomycotina, Basidiomycota, Fungi (według Index Fungorum).
Po raz pierwszy takson ten zdiagnozował w roku 1818 Elias Fries nadając mu nazwę Agaricus alcalinus. Obecną, uznaną przez Index Fungorum nazwę nadał mu w roku 1871 Paul Kummer. Niektóre synonimy naukowe:

- Agaricus alcalinus Fr. 1818
- Mycena alcalina (Fr.) P. Kumm. 1871 var. alcalina
- Mycena alcalina var. brasiliensis Rick, (1930
- Mycena alcalina var. inodora Raithelh. 1984
- Mycena alcalina var. nivea J.E. Lange 1914
- Mycena laevigata var. nivea (J.E. Lange) Cejp 1930

Polską nazwę podaje Lisiewska M. w 1987, w polskim piśmiennictwie mykologicznym gatunek ten ma też nazwę grzybówka potażowa. 

## Morfologia
Kapelusz
Średnica 1–3 cm, kształt wysokostożkowaty z garbkiem na szczycie, u starszych owocników dzwonkowaty. Brzeg równy i prosty, u starszych owocników podwinięty. Jest płytko rowkowany od brzegów po sam czubek. Powierzchnia gładka, naga, podczas suchej pogody matowa, w stanie wilgotnym błyszcząca i prześwitująca. Barwa od jasnoszarobrązowej do ciemnoszarobrązowej, czasami mysioszara, popielata. Garbek na szczycie ciemniejszy i bardziej brązowy. 
Blaszki
Szerokie, równe, o białych ostrzach. Przy trzonie są zatokowato wycięte i mają nierówną długość; tylko część blaszek dochodzi do trzonu. Są elastyczne i mają bladoszary kolor.
Trzon
Wysokość 3–9 cm, grubość 2–3 mm, walcowaty, wewnątrz pusty, u młodych owocników matowy, u starszych gładki. 
W górnej części białawy, w dolnej stopniowo coraz ciemniejszy, szarobo-brązowy. U podstawy trzonu zwykle występuje biaława grzybnia.
Miąższ
Cienki, elastyczny, biało szary. Wydziela dość silny zapach amoniaku lub chloru.
Wysyp zarodników
Kremowy. Zarodniki przeźroczyste, o gładkiej powierzchni i kształcie od elipsodidalnego do cylindryczno-elipsoidalnego. Rozmiar: 8-10 × 4-6 µm.

## Występowanie i siedlisko
Występuje na wszystkich kontynentach poza Antarktydą. W Polsce jest pospolita.
Rośnie w różnego typu lasach iglastych i mieszanych, w parkach i ogrodach na ziemi, na próchniejącym drewnie i na igliwiu sosny, świerka i jodły. Owocniki pojawiają się od maja do listopada.

## Znaczenie
Grzyb jadalny, ale ze względu na niewielkie rozmiary i mierne wartości smakowe bez praktycznego znaczenia. Saprotrof.